# غيو (مانغا)
غيو (باليابانية: ギョ، بالروماجي: Gyo) هي سلسلة مانغا يابانية من تأليف ورسم جونجي إيتو، نشرت من قبل شوغاكوكان في 2001 حتى 2002، في مجلة بيغ كوميك سبيرايتس، وتكونت من مجلدين. اقتبست المانغا إلى أوفا من قبل استوديو يوفوتيبل، عرضت في 15 فبراير 2012، وبلغت مدتها 75 دقيقة.

## القصة
تدور أحداث القصة عن أسماك غريبة المظهر وتملك أرجل، تحولت إلى هذا الشكل بسبب الأثار الجانبية التي خلفها فيروس غريب.

## وصلات خارجية
- غيو على موقع ANN manga (الإنجليزية)